# Juan Antonio Señor Gómez
Juan Antonio Señor Gómez (Madrid, 26 d'agost de 1958) és un exfutbolista i entrenador de futbol madrileny. Com a jugador ocupava la posició de migcampista. Va ser internacional amb la selecció espanyola.

## Trajectòria
Format en les categories inferiors del Reial Madrid, va debutar professionalment en el modest CD Ciempozuelos, de la Tercera Divisió. A la 80/81 marxa al Deportivo Alavés, i des de l'any següent, forma part del Reial Saragossa, tot convertint-se en un dels jugadors més importants de l'equip aragonès durant la dècada dels 80. Amb el Zaragoza disputaria 304 partits a primera divisió, tot marcant 54 gols. Va guanyar la Copa del Rei de 1986.
Es va haver de retirar prematurament, a causa d'una malaltia cardiaca, penjant les botes al final de la campanya 89/90.
Després de la seua retirada, ha seguit vinculat al món del futbol, bé com a entrenador d'equips com Mérida UD, UD Salamanca, FC Cartagena o CD Logroñés o bé com a organitzador de campus de futbol per a joves a l'Aragó.

## Internacional
Señor va sumar 41 partits internacionals amb la selecció absoluta espanyola, des del seu debut el 27 d'octubre de 1982, davant Islàndia a Màlaga. Va marcar sis gols amb els espanyols, dels quals hi destaca el dotzè i darrer de la golejada davant Malta. El madrileny el va marcar al minut 85, en un encontre que Espanya necessitava vèncer d'una diferència d'11 gols per classificar-se a l'Eurocopa de 1984.
Hi va participar en eixa Copa d'Europa i al posterior Mundial de 1986. A la cita mexicana, va marcar en quarts de final contra Bèlgica.